# Eriosema robinsonii
Eriosema robinsonii är en ärtväxtart som beskrevs av Bernard Verdcourt. Eriosema robinsonii ingår i släktet Eriosema och familjen ärtväxter. Inga underarter finns listade i Catalogue of Life.